# Шаннон (остров)
Шаннон (дат. Shannon Ø) — остров у восточного побережья Гренландии.
Площадь — 1466 км². Шаннон — это скалистый необитаемый остров. Он был назван в честь фрегата королевского флота Шеннона во время экспедиции 1823-1824 годов.

## История
В 1906 году остров был исследован датской научной экспедицией под руководством Людвига Мюлиуса-Эриксена на парусном судне "Дания". Экспедиция погибла.